# Алгебраїчний вираз
Алгебраїчний вираз (англ. expression) — скінченна комбінація символів, граматично правильна щодо правил, застосовних в поточному контексті. Символи можуть позначати константи, змінні, операції, відношення, або можуть вводити пунктуацію чи інші синтаксичні сутності. Використання виразів може різнитися від простих арифметичних операцій подібних до
{\displaystyle 3+5\times \left((-2)^{7}-{\frac {3}{2}}\right)}
до складніших побудов, які можуть включати змінні, функції, факторіали, суми, похідні та інтеграли, наприклад
{\displaystyle f(a)+\sum _{k=1}^{n}\left.{\frac {1}{k!}}{\frac {d^{k}}{dt^{k}}}\right|_{t=0}f(u(t))+\int _{0}^{1}{\frac {(1-t)^{n}}{n!}}{\frac {d^{n+1}}{dt^{n+1}}}f(u(t))\,dt.}
Однак побудови, які порушують синтаксичні правила подібні до
{\displaystyle \times 4)x+,/y[\int \partial }
не є граматично вірними, і тому не є алгебраїчними виразами.
Алгебраїчний вираз може бути використаний для встановлення значення, яке може залежати від значень присвоєних змінним, які зустрічаються в виразі; визначення значення залежить від семантики приписуваній символам у виразі. Ці правила можуть визначити, що деякі вирази не повертають значення; кажуть, що такі вирази повертають невизначене значення, проте це граматично вірні вирази. Загалом, сутність виразу не обмежується визначенням значення; наприклад, вираз може визначати умову, або рівняння, яке має бути розв'язане, або може розглядатись як об'єкт, над яким можна проводити дії зумовно певних правил. Деякі вирази можуть визначати значення і одночасно виражати умову, яка припускається вірною.
Дивись формальні мови для загальних міркувань з приводу як будуються вирази, і формальну семантику для питань стосовно змісту приписуваному виразам.

## Змінні
Багато математичних виразів включають букви звані змінними. Будь-яка змінна може бути класифікована як вільна змінна або зв'язана змінна.
На різних наборах вільних змінних вираз може бути як визначеним так і невизначеним. Таким чином алгебраїчний вираз це функція на вході якої значення вільних змінних, а на виході відповідне значення виразу.
Наприклад, вираз
{\displaystyle x/y}
обчислений для x = 10, y = 5, поверне 2; але невизначене для y = 0.
Обчислення виразу залежить від визначення математичних операторів і від системи значень, яка використовується в поточному контексті.
Два вирази називаються тотожними, якщо для кожної комбінації для вільних змінних, вони повертають однакові значення, тобто вони представляють одну функцію. Приклад: Вираз
{\displaystyle \sum _{n=1}^{3}(2nx)}
має вільну змінну x, зв'язану змінну n, константи 1, 2, і 3, два неявних оператори добутку і оператор суми. Цей вираз тотожний виразу 12x.
Алгебраїчні вирази були формалізовані Алонсо Черчем та Стівеном Кліні in the 1930 в лямбда-численні. Лямбда-числення склало найбільший вплив на розробку сучасної математики і мови програмування.
Один з найцікавіших результатів лямбда-числення той, що задача тотожності двох виразів в деяких випадках нерозв'язна.